# Arrodets-ez-Angles
Arrodets-ez-Angles é uma comuna francesa na região administrativa de Occitânia, no departamento dos Altos Pirenéus. Estende-se por uma área de 4,79 km², Em 2010 a comuna tinha 115 habitantes (densidade: 24 hab./km²)..